# لاوریتس کریستیانسن
لاوریتس کریستیانسن (انگلیسی: Lauritz Christiansen; ۱۰ دسامبر ۱۸۶۷ – ۹ دسامبر ۱۹۳۰) قایقران قایق بادبانی اهل نروژ بود.